# Masaladosa (groupe)
Masaladosa, également abrégé Masala, est un groupe français de musique électronique.

## Histoire
Le groupe est formé en 2002 par le producteur, compositeur et sitariste français Pierre-Jean Duffour. Le groupe se compose aussi de Brice Duffour. Masaladosa composera la bande-son du film Sita chante le blues,. Le groupe a collaboré avec d'autres artistes comme Anoushka Shankar et Manu Dibango. Masaladosa est également inspiré du nom d’un plat indien aux multiples épices.
Le groupe publie son premier EP, Baraka, en 2003. L'année suivante, ils sortent leur premier album, Chill Aum.

## Discographie
- 2003 : Baraka (EP)
- 2004 : Chill Aum
- 2008 : Electro World Curry
- 2021 : Boombay (Single)

## Filmographie
- 2010 : Sita chante le blues, par Nina Paley